# Карл Емануїл IV
Карл Емануїл IV (італ. Carlo Emanuele IV di Savoia; 24 травня 1751, Турин — 6 жовтня 1819, Рим) — король Сардинського королівства і герцог Савойський в 1796—1802 роках. Син Віктора Амадея III і Марії Антуанетти Бурбонської.

## Життєпис
У 1773 році Карл Емануїл став наслідним принцом Сардинського королівства і отримав титул князя П'ємонту. Він зійшов на трон в 1796 році після смерті свого батька, в правління якого королівство втратило більшу частину території.
Одружився в Шамбері 6 вересня 1775 року з Клотільдою Французькою, дочкою Людовика Фердинанда, дофіна Франції. Дітей у них не було.
Після смерті дружини, в 1802 році, відрікся від престолу на користь свого брата Віктора Еммануїла I і присвятив себе релігії.
Після смерті у 1807 році кардинала Генріха Бенедикта Стюарта, який жив в Італії, колишній король Карл Емануїл став династично старшим серед нащадків дому Стюартів, останнім представником якого по чоловічій лінії був кардинал (правителі Савойської династії походили від дочки Карла I Генрієтти). За заповітом особисто з ним знайомого кардинала Стюарта Карл Еммануїл став спадкоємцем якобітських домагань на престоли Англії і Шотландії. Однак ні він, ні хто-небудь з його спадкоємців (лінію яких маргінальні угруповання якобітів продовжують до теперішнього часу підтримувати) ніколи претензій на британський престол не висували.